# Euselasiini
De Euselasiini vormen een tribus van de vlinderfamilie van de prachtvlinders (Riodinidae), onderfamilie Euselasiinae.

## Taxonomie
De Euselasiini omvat de volgende geslachten:
- Euselasia Hübner, 1819
- Hades Westwood, 1851
- Methone Doubleday, 1847